# Allée couverte de La Roche aux Fées de la Brousse

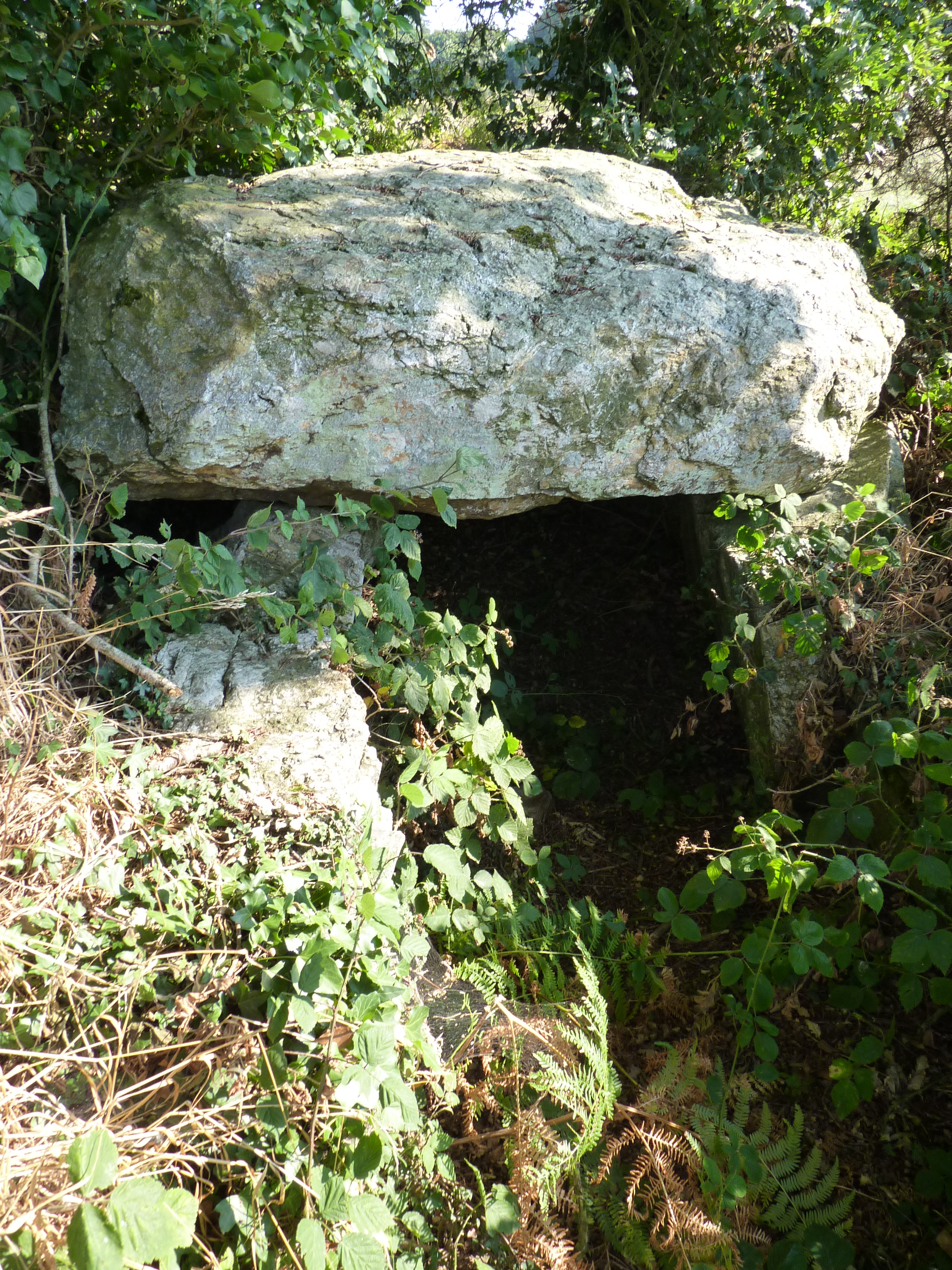
Allée couverte de La Roche aux Fées de la Brousse

Die Allée couverte de La Roche aux Fées de la Brousse (auch Petite-Bernais, La Gentière oder Grotte aux Fées genannt) liegt im Süden der Gemeinde Plénée-Jugon im Département Côtes-d’Armor in der Bretagne in Frankreich.
Die Sandsteingalerie ist Nord-Süd orientiert, etwa 14,5 Meter lang und wurde 1875 ausgegraben. Sie hat 14 Tragsteine und fünf Deckenplatten über dem Gang. Die Kammer ist nicht mehr überdacht.
Das Galeriegrab ist seit 1970 als Monument historique registriert.